# Premuda (croiseur)
Pour l’article homonyme, voir Premuda.
Le Premuda est un croiseur éclaireur (en italien : esploratore) de la Regia Marina.
Il était à l'origine le torpilleur SMS V116 de la Kaiserliche Marine construit au chantier naval AG Vulcan de Stettin.

## Service
Après la fin de la Première Guerre mondiale en 1911, le navire est transféré à la Regia Marina. Il est réparé et commissionné le 1er août 1920 comme croiseur éclaireur.
Il reçoit un complément d'armement : 2 canons Vickers-Terni de 40 mm et 2 mitrailleuses de 6,5 mm.
En 1932, il reçoit en plus un canon de 120 mm et deux tubes lance-torpilles de 450 mm.
Reclassé destroyer en 1938, il est rayé des services en 1939.